# Маделин Бейкър
Маделин Бейкър (на английски: Madeline Baker) е американска писателка, авторка на бестселъри в жанровете любовен роман – исторически любовен роман, романтичен уестърн, романтичен трилър и паранормален любовен роман. Пише и под псевдонима Аманда Ашли (на английски: Amanda Ashley).

## Биография и творчество
Маделин Рут Бейкър е родена на 2 август 1963 г. в Лос Анджелис, Калифорния, САЩ. Омъжва се за приятеля си от гимназията. Имат трима синове. В продължение на години опитва да пише докато съпругът ѝ е на работа или децата спят, като ползва ръководство за писане. Окуражена от коментарите на приятелката си започва да изпраща творчеството си на издателите. След шест години и 31 отказа през 1988 г. излиза първия ѝ любовен роман „Love Forevermore“.
След като написва доста любовни романи и уестърни, опитва темата за вампирското фентъзи и първият ѝ от многото паранормални любовни романи от тази тематика – „Сара“ е публикуван през 1995 г. под псевдонима Аманда Ашли. За произведенията си в този жанр, които са бестселъри, има многобройни номинации за награди.
Маделин Бейкър живее със семейството си в Южна Калифорния.

## Произведения

### Като Маделин Бейкър

#### Самостоятелни романи
- Love Forevermore (1988)
- Renegade Heart (1989)
- First Love, Wild Love (1989)
- Love in the Wind (1989)
- Lacey's Way (1990)
- Forbidden Fires (1990)
- Prairie Heat (1991)
- Comanche Flame (1992)
- Midnight Fire (1992)
- Warrior's Lady (1993)
- Cheyenne Surrender (1994)
- Beneath a Midnight Moon (1994)
- Lakota Renegade (1995)
- Hawk's Woman (1998)
- Spirit's Song (1999)
- Apache Flame (1999)
- Lakota Love Story (2002)
- Lakota Love Song (2002)
- Dude Ranch Bride (2003)
- Wolf Shadow (2003)
- West Texas Bride (2003)
- Callie's Cowboy (2004)
- Under Apache Skies (2004)
- Every Inch a Cowboy (2005)
- Dakota Dreams (2006)
- Heart of the Hunter (2010)
- Love's Serenade (2010)
- Loving Jake (2010)
- Passion's Promise (2010)
- In the Shadow of the Hills (2011)
- Reckless Destiny (2011)
- Tales of Western Romance (2011)
- Seize the Lightning (2014)

#### Серия „Безразсъдни“ (Reckless)
1. Reckless Heart (1985)
2. Reckless Love (1987)
3. Reckless Desire (1988)
4. Reckless Embrace (2002)

#### Серия „Пътуване във времето“ (Time Travel)
1. The Spirit Path (1993)
2. The Angel and the Outlaw (1996)
3. Feather in the Wind (1997)
4. A Whisper in the Wind (1991)
5. Under a Prairie Moon (1998)
6. Unforgettable (2000)
7. Shadows Through Time (2009)

#### Серия „Апахът беглец“ (Apache Runaway)
1. Apache Runaway (1994)
2. Chase the Wind (1996)

#### Серия „Светкавицата“ (Lightning)
1. Chase the Lightning (2001)
2. Catch the Lightning (2010)
3. Capture the Lightning (2011)

#### Участие в общи серии с други писатели

##### Серия „Топаз Ман представя“ (Topaz Man Presents)
2. Secrets of the Heart (1994) – сборник с Дженифър Блейк, Джорджина Джентри, Шърл Хенке и Патриша Райс
от серията има още 1 сборник от различни автори

#### Сборници
- Collected Poems (1961) – поеми
- Love's Legacy (1987) – с Мария Балог, Илейн Барбиери, Лори Копланд, Кейси Едуардс, Хедър Греъм, Катрин Харт, Вирджиния Хенли, Пенелопе Нери, Даяна Палмър и Джанел Тейлър
- A Frontier Christmas (1992) – с Робин Лий Хатчър, Нора Хес и Кони Мейсън
- A Wilderness Christmas (1993) – с Елизабет Чадуик, Нора Хес и Кони Мейсън
- Enchanted Crossings (1994) – с Ан Ейвъри и Катлийн Морган
- Paradise (1999) – с Нина Бангс, Джудит Ан Лорънс и Катлийн Нанс
- Lakota Legacy (2003) – с Катлийн Ийгъл и Рут Уинд

### Като Аманда Ашли

#### Самостоятелни романи
- Embrace the Night (1995)
Сара, изд.: ИК „Бард“, София (1999), прев. Диана Кутева, Стамен Стойчев
- Deeper Than the Night (1996)
- A Darker Dream (1997)
- The Captive (2000)
- Midnight Embrace (2002)
- A Whisper of Eternity (2004)
- Dead Sexy (2007)
- Dead Perfect (2008)
- Immortal Sins (2009)
- His Dark Embrace (2012)
- Beneath a Midnight Moon (2012)
- Desire the Night (2012)
- As Twilight Falls (2013)
- Midnight and Moonlight (2013)
- Maidens Song (2013)
- Beauty's Beast (2014)

#### Серия „Вампир“ (Vampire)
1. Shades of Gray (1998)
2. After Sundown (2003)
3. Desire After Dark (2006)

#### Серия „Децата на нощта“ (Children of the Night)
1. Night's Kiss (2005)
2. Night's Touch (2007)
3. Night's Master (2008)
4. Night's Pleasure (2008)
5. Night's Mistress (2013)
6. Night's Promise (2014)

#### Серия „Вечен“ (Everlasting)
1. Everlasting Kiss (2010)
2. Everlasting Desire (2010)

#### Серия „Граница“ (Bound)
1. Bound by Night (2011)
2. Bound by Blood (2011)

#### Новели
- The Music of the Night (2010)
- Jessie's Girl (2011)
- Sandy's Angel (2011)
- Masquerade (2013)

#### Сборници
- Sunlight, Moonlight (1997)
- After Twilight (2001) – с Кристин Фийъм и Ронда Томпсън
- Midnight Pleasures (2003) – с Шерилин Кениън, Маги Шейн и Ронда Томпсън
- Stroke of Midnight (2004) – с Л. А. Банкс, Лори Ханделанд и Шерилин Кениън
- Blood & Moonlight (2011) – с Лиза Кач и Барбара Монаджем